# Williams FW27
Der Williams FW27 war der 30. Formel-1-Rennwagen von Williams F1. Mit diesem Fahrzeug bestritt das Team alle 19 Läufe der Formel-1-Weltmeisterschaft 2005.

## Präsentation
Der Williams FW27 wurde am 31. Januar 2005 in Valencia präsentiert; erste Demonstrationsrunden fanden unter Ausschluss der Öffentlichkeit statt. Einen Tag später testeten die beiden Fahrer Mark Webber und Nick Heidfeld den FW27 und legten eine Distanz zurück, die mehr als einem Rennen entsprach. Die Rundenzeiten waren dabei kürzer als die der Konkurrenten von Toyota und McLaren.

## Name und Lackierung
Mit dem Williams FW27 behielt Williams sein bisheriges Namensschema bei. Der Name setzt sich aus den Initialen des Teamgründers Frank Williams (FW) und einer fortlaufenden Nummer zusammen. 
Der FW27 war in Weiß und Blau lackiert, mit einigen grauen Akzenten. Die Heckflügelendplatten, Teile der Motorabdeckung, der Seitenkästen sowie des Frontflügels waren blau lackiert, der Rest weiß. Größere Sponsoren waren die Royal Bank of Scotland (RBS) mit Werbung auf der Motorabdeckung und über den Lufteinlässen der Seitenkästen sowie HP mit Flächen auf dem Heckflügel, den Seitenkästen und dem Frontflügel. Auf der Nase und der Motorabdeckung befanden sich Aufkleber des Motorpartners BMW. Weitere Sponsoren waren der Reifenlieferant Michelin, FedEx, Allianz, Budweiser und Castrol. Auch diese Logos waren in Blau oder Weiß gehalten, sodass die Lackierung nur aus drei Farben bestand.

## Technik und Entwicklung
Der FW27 war der erste Williams, der unter der Führung von Sam Michael entstand. Ziel war unter anderem die Verringerung von Gewicht und Reibung sowie die Erhöhung der Steifigkeit. Der FW27 hatte wie der Vorgänger eine schmale Nase. 
Der BMW-V10-Motor mit 90° Zylinderbankwinkel war aus dem P84 des Vorjahres weiterentwickelt und trug die Bezeichnung P84/5. Er hatte einen Hubraum von 3,0 Litern. Der Motorblock war aus Aluminium gefertigt. Bei etwa 19.000 Umdrehungen pro Minute leistete er 669 kW (910 PS); er wog weniger als 90 kg.
Die Regeln für die Saison 2005 verlangten, dass der Motor zwei Rennwochenenden durchhielt. Ein Motorenwechsel vor Ablauf dieser Frist hätte eine Startplatzstrafe von 10 Plätzen zur Folge gehabt. Besonderes Augenmerk legte BMW bei der Entwicklung daher auf Standfestigkeit.
Der FW27 war das einzige Fahrzeug im Feld mit einem Sechsganggetriebe.
Er war der letzte Rennwagen von Williams mit einem BMW-Motor. Ab der Saison 2006 belieferte BMW das Sauber-Team mit Motoren.

## Fahrer
Gefahren wurde der FW27 von dem Australier Mark Webber und dem Deutschen Nick Heidfeld. Heidfeld, der erst 20 Minuten vor der Präsentation des FW27 von seinem Stammplatz für die Saison erfahren hatte, wurde ab dem Großen Preis von Italien wegen einer Verletzung durch den Ersatzfahrer Antonio Pizzonia vertreten, mit dem er vor der Saison um den Platz im Cockpit konkurriert hatte.
Webber fuhr mit der Startnummer 7, Heidfeld und Pizzonia mit der Startnummer 8.

## Saisonverlauf
Die Saison verlief weniger erfolgreich als die vorherigen. Dennoch erzielte das Team einige Achtungserfolge. Der FW27 kam auf eine Pole-Position und vier Podestplätze. Das erfolgreichste Rennen war der Große Preis von Monaco, bei dem die Fahrer die Plätze 2 und 3 belegten. Insgesamt erzielte Williams 66 Punkte und belegte den fünften Rang in der Herstellerwertung (Constructors’ Championship). Webber erzielte 36 Punkte und belegte in der Gesamtwertung den 10., Heidfeld mit 28 Punkten den 11. Platz. Pizzonia erreichte zwei Punkte und wurde 22.

## Ergebnisse
| Fahrer                          | Nr.                             | 1   | 2   | 3   | 4 | 5  | 6 | 7   | 8   | 9   | 10 | 11 | 12 | 13 | 14  | 15  | 16  | 17  | 18  | 19  | Punkte | Rang |
| ------------------------------- | ------------------------------- | --- | --- | --- | - | -- | - | --- | --- | --- | -- | -- | -- | -- | --- | --- | --- | --- | --- | --- | ------ | ---- |
| Formel-1-Weltmeisterschaft 2005 | Formel-1-Weltmeisterschaft 2005 |     |     |     |   |    |   |     |     |     |    |    |    |    |     |     |     |     |     |     | 66     | 5.   |
| M. Webber                       | 7                               | 5   | DNF | 6   | 7 | 6  | 3 | DNF | 5   | DNS | 12 | 11 | NC | 7  | DNF | 14  | 4   | NC  | 4   | 7   | 66     | 5.   |
| N. Heidfeld                     | 8                               | DNF | 3   | DNF | 6 | 10 | 2 | 2   | DNF | DNS | 14 | 12 | 11 | 6  | DNF | INJ | INJ | INJ | INJ | INJ | 66     | 5.   |
| A. Pizzonia                     | 8                               |     |     |     |   |    |   |     |     |     |    |    |    |    |     | 7   | 15  | DNF | DNF | 13  | 66     | 5.   |

| Legende  | Legende            | Legende                                                          |
| Farbe    | Abkürzung          | Bedeutung                                                        |
| -------- | ------------------ | ---------------------------------------------------------------- |
| Gold     | –                  | Sieg                                                             |
| Silber   | –                  | 2. Platz                                                         |
| Bronze   | –                  | 3. Platz                                                         |
| Grün     | –                  | Platzierung in den Punkten                                       |
| Blau     | –                  | Klassifiziert außerhalb der Punkteränge                          |
| Violett  | DNF                | Rennen nicht beendet (did not finish)                            |
| Violett  | NC                 | nicht klassifiziert (not classified)                             |
| Rot      | DNQ                | nicht qualifiziert (did not qualify)                             |
| Rot      | DNPQ               | in Vorqualifikation gescheitert (did not pre-qualify)            |
| Schwarz  | DSQ                | disqualifiziert (disqualified)                                   |
| Weiß     | DNS                | nicht am Start (did not start)                                   |
| Weiß     | WD                 | zurückgezogen (withdrawn)                                        |
| Hellblau | PO                 | nur am Training teilgenommen (practiced only)                    |
| Hellblau | TD                 | Freitags-Testfahrer (test driver)                                |
| ohne     | DNP                | nicht am Training teilgenommen (did not practice)                |
| ohne     | INJ                | verletzt oder krank (injured)                                    |
| ohne     | EX                 | ausgeschlossen (excluded)                                        |
| ohne     | DNA                | nicht erschienen (did not arrive)                                |
| ohne     | C                  | Rennen abgesagt (cancelled)                                      |
| ohne     | keine WM-Teilnahme |                                                                  |
| sonstige | P/fett             | Pole-Position                                                    |
| sonstige | 1/2/3/4/5/6/7/8    | Punktplatzierung im Sprint-/Qualifikationsrennen                 |
| sonstige | SR/kursiv          | Schnellste Rennrunde                                             |
| sonstige | *                  | nicht im Ziel, aufgrund der zurückgelegten Distanz aber gewertet |
| sonstige | ()                 | Streichresultate                                                 |
| sonstige | unterstrichen      | Führender in der Gesamtwertung                                   |